# マッテオ・トザット
マッテオ・トザット（Matteo Tosatto、1974年5月14日 - ）は、イタリア、カステルフランコ・ヴェーネト出身の元自転車競技（ロードレース）選手。

## 経歴
1997年、MG・マリフィチオ＝テクノジムと契約を結んでプロ転向。
- ツール・ド・フランス初出場、総合132位。

1998年、バッランに移籍。
2000年、ファッサ・ボルトロに移籍。
- パリ〜ニース 区間1勝（第5）。
- ジロ・デ・イタリア初出場、第17ステージ棄権。

2001年
- ジロ・デ・イタリア第12ステージ勝利、総合50位。

2002年
- コッパ・プラッチ優勝。

2004年
- ジロ・ディ・トスカーナ優勝。
- グロサー・プライス・デス・カントン・アールガウ優勝。

2005年
- ブエルタ・ア・エスパーニャ初出場、第18ステージ不出走につき棄権。

2006年、クイックステップに移籍。
- ツール・ド・フランス第18ステージ勝利、総合125位。

2011年、チーム・サクソ - ティンコフに移籍。
2012年
- パリ〜ルーベ 7位

2016年引退、その後、チーム・スカイの監督となる。